# Klejstokaktus
Klejstokaktus (lat. Cleistocactus), rod kaktusa iz Bolivije, Argentine i Paragvaja. 

## Uzgoj
Vrlo privlačna vrsta, stupastog je oblika sa slobodno pružajućim izbojima. Cvate vrlo lijepo i u staklenicima. Zahtjeva običnu mješavinu zemlje i zalijevanje. Povremeno davanje vode zimi sprječava savijanje ili čak lomljenje dužih biljaka. Cvate u proljeće i ljeti.

## Vrste
Ukupno 25 vrsta:
1. Cleistocactus ayopayanus Cárdenas
2. Cleistocactus baumannii (Lem.) Lem.
3. Cleistocactus brookeae Cárdenas
4. Cleistocactus buchtienii Backeb.
5. Cleistocactus candelilla Cárdenas
6. Cleistocactus capadalensis F.Ritter
7. Cleistocactus chrysocephalus (F.Ritter) Mottram
8. Cleistocactus dependens Cárdenas
9. Cleistocactus hildegardiae F.Ritter
10. Cleistocactus hyalacanthus (K.Schum.) Rol.-Goss.
11. Cleistocactus laniceps (K.Schum.) Rol.-Goss.
12. Cleistocactus luribayensis Cárdenas
13. Cleistocactus micropetalus F.Ritter
14. Cleistocactus morawetzianus Backeb.
15. Cleistocactus parviflorus (K.Schum.) Rol.-Goss.
16. Cleistocactus pungens F.Ritter
17. Cleistocactus reae Cárdenas
18. Cleistocactus ritteri Backeb. ex Guiggi
19. Cleistocactus samaipatanus (Cárdenas) D.R.Hunt
20. Cleistocactus smaragdiflorus (F.A.C.Weber) Britton & Rose
21. Cleistocactus strausii (Heese) Backeb.
22. Cleistocactus tominensis (Weing.) Backeb.
23. Cleistocactus variispinus F.Ritter
24. Cleistocactus viridiflorus Backeb.
25. Cleistocactus winteri D.R.Hunt

## Sinonimi
- Akersia Buining
- Bolivicereus Cárdenas
- Borzicactella F.Ritter
- Cephalocleistocactus F.Ritter
- Cleistocereus Fric & Kreuz.
- Clistanthocereus Backeb.
- Hildewintera F.Ritter ex G.D.Rowley
- Maritimocereus Akers & Buining
- Seticleistocactus Backeb.
- Winteria F.Ritter
- Winterocereus Backeb.